# Сесил, Уильям, 1-й барон Бёрли
Уи́льям Се́сил, 1-й барон Берли (англ. William Cecil, 1st Baron Burghley, 13 сентября 1520 года или 1521, Бурн, Линкольншир — 4 августа 1598 года, Лондон) — глава правительства королевы Елизаветы Английской, государственный секретарь в периоды с 1550 по 1553 и с 1558 по 1572 год, лорд-казначей Англии с 1572 года.

## Биография
Уильям Сесил был единственным сыном Ричарда Сесила, лорда Берли, и его супруги Джейн Хекингтон. Детство и юность его прошли в родном поместье, а также в Нортгемптоншире и в Кембриджшире. С 1535 по 1540 год Сесил изучал в Кембриджском университете право, под руководством Джона Чека, а Роджер Эшам был его постоянным оппонентом на учебных диспутах. Затем он уехал в Лондон и продолжил образование при коллегии адвокатов Грейс-Инн. Во время этой учёбы Сесил женился на сестре Джона Чека, Мэри, родившей ему сына Томаса. Через два года после заключения этого брака Мэри скончалась, и ещё через три года Сесил вновь вступил в брак — со старшей из пяти дочерей сэра Энтони Кука, Милдред, считавшейся одной из самых образованных женщин Англии. Сестра Милдред, Анна, вышедшая замуж за лорда-хранителя Большой печати Николаса Бэкона — мать знаменитого английского учёного Френсиса Бэкона. Чек, Эшам и Кук, бывшие воспитателями наследного принца Англии Эдуарда, помогли Сесилу начать карьеру при дворе короля Генриха VIII.
Вначале Сесил служил секретарём у Эдварда Сеймура, герцога Сомерсета, брата жены Генриха VIII, королевы Джейн Сеймур. После того, как на трон Англии взошёл племянник Сомерсета, юный Эдуард VI, ставший уже лордом-протектором Эдвард Сеймур впал в немилость (в 1549 году), и Сесил перешёл на службу к Джону Дадли, герцогу Нортумберленду, и вскоре занял пост государственного секретаря в его правительстве. Герцог сделал Сесила также управляющим земельными владениями леди Елизаветы Тюдор, благодаря чему он завоевывал доверие будущей королевы.
В 1550 году Уильям Сесил был посвящён в рыцари. С приходом к власти в Англии королевы Марии он перешёл из протестантизма в католичество и служил по дипломатическому ведомству. После воцарения в 1558 году королевы Елизаветы I Сесил стал её государственным секретарём. В 1571 году, по случаю свадьбы дочери Сесила, Анны, с Эдвардом де Вером, королева возвела его в звание барона, и в следующем, 1572 году, Сесил стал лордом-казначеем Англии. Возглавив финансы государства, барон управлял ими, как только возможно извлекая из этого для себя пользу. Так, он, знатный вельможа, не имел долгов — что в елизаветинскую эпоху в Англии было уникальным явлением. В целях страховки от возможных политических неожиданностей Сесил хранил своё немалое состояние сперва в банках Антверпена, затем — в Гамбурге. На службе королеве Елизавете барон Бёрли вновь сменил вероисповедание, перейдя в англиканство. Вернувшись в лоно государственной церкви, барон активно выступал против сохранения в ней католических тенденций, разоблачал опасности, грозившие от католического мира Англии — как религиозные, так и политические.
В проведении шотландской политики Англии Уильям Сесил играл одну из ведущих ролей. Сторонник усиления влияния в Шотландии протестантской партии, он являлся автором Эдинбургского договора (1560 года). Узнав об убийстве мужа Марии Стюарт, Генри Стюарта, лорда Дарнли, Сесил открыто обвинил Марию в соучастии в этом убийстве. Считал, что поддержка Марии Стюарт как шотландской королевы не отвечает интересам Англии. Уильям Сесил был также горячим сторонником казни Марии Стюарт, чего добивался от Елизаветы на протяжении нескольких лет.
От Уильяма Сесила по прямой линии происходят графы Эксетеры (впоследствии — маркизы) и (через его сына Роберта) графы Солсбери. Один из маркизов Солсбери в конце XIX века трижды занимал пост британского премьера.

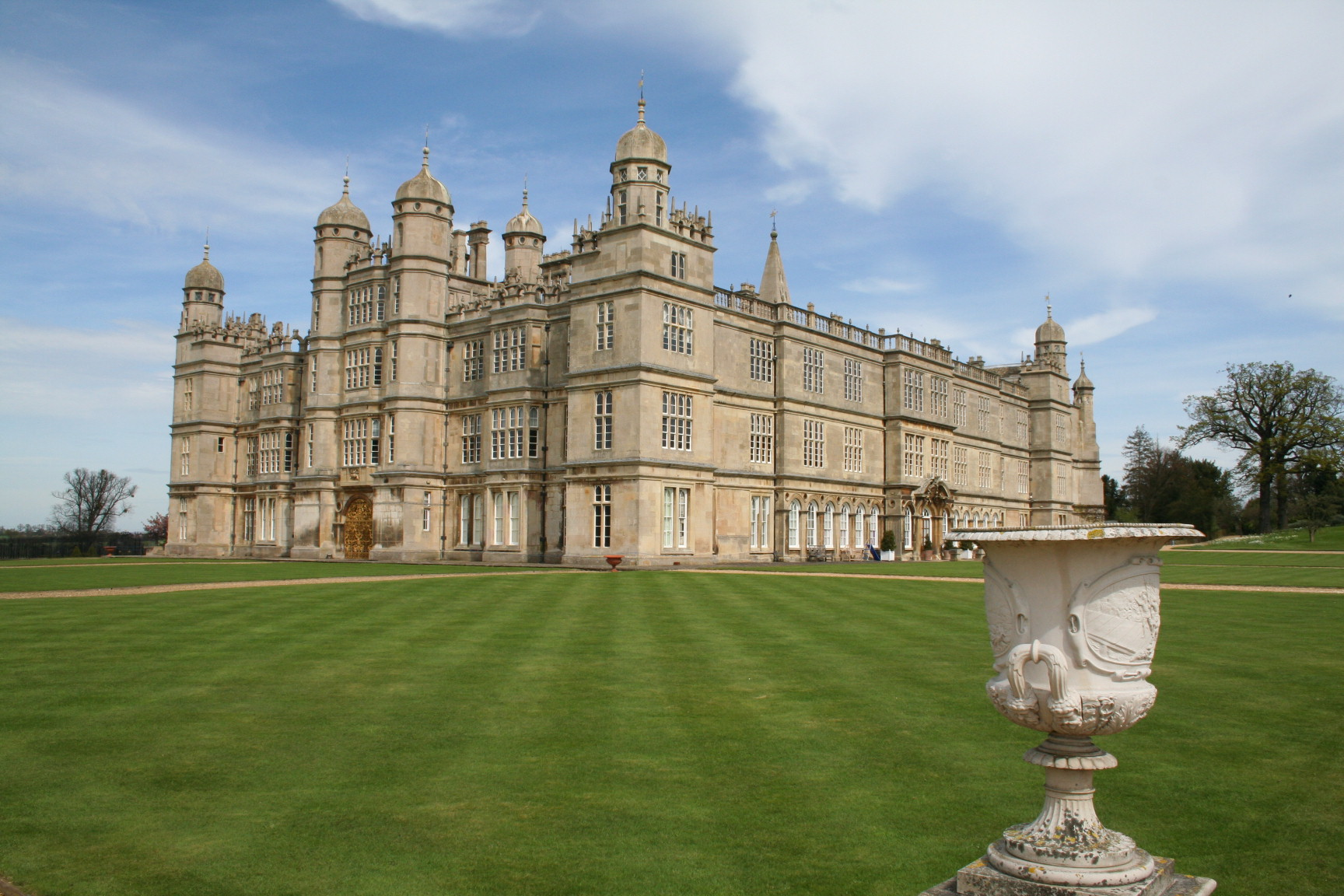
Бёрли-хаус — загородная резиденция Уильяма Сесила

## Семья
Уильям Сесил был дважды женат. 8 августа 1541 года он женился первым браком на Мэри Чек (умерла 22 февраля 1542/1543), дочери Питера Чека и Агнес Даффилд. У супругов был один сын:
- Томас Сесил, 1-й граф Эксетер (5 марта 1542 — 8 февраля 1623), 2-й барон Бёрли (с 1598), дважды женат, десять детей

21 декабря 1546 года Уильям Сесил женился вторым браком на Милдред Кук (24 августа 1524 — 5 апреля 1589), дочери сэра Энтони Кука (1505—1576) и Энн Фицуильям. У супругов было шесть детей:
- Фрэнсис Сесил (род. 1554), умерла в детстве
- Энн Сесил[англ.] (5 декабря 1556 — 5 июня 1588), жена Эдварда де Вера, 17-го графа Оксфорда
- Уильям Сесил (род. 1559), умер в детстве
- Уильям Сесил (род. 1561), умер в детстве
- Роберт Сесил (1 июня 1563 — 24 мая 1612), 1-й барон Сесил (с 1603), 1-й виконт Крэнборн (с 1604), 1-й граф Солсбери (с 1605).
- Элизабет Сесил, жена Уильяма Уэнтворта (? — 1582).

## В кино
- «Мария — королева Шотландии» / Mary, Queen of Scots (1971; Великобритания), режиссёр Чарльз Джэррот, в роли Уильяма Тревор Ховард;
- «Мария Стюарт» (фильм-спектакль) (1976; СССР), режиссёры Виктор Станицын, Феликс Глямшин, в роли Уильяма Иван Тарханов;
- «Елизавета» / Elizabeth (1998; Великобритания), режиссёр Шекхар Капур, в роли Уильяма Ричард Аттенборо;
- «Королева-девственница» / The Virgin Queen (2005; Великобритания), режиссёр Коки Гедройц, в роли Уильяма Ян Харт;
- «Елизавета I» / Elizabeth I (2005; Великобритания-США), режиссёр Том Хупер, в роли Уильяма Иан Макдермид;
- «Мария Стюарт» (фильм-спектакль) (2008; Россия), режиссёр Темур Чхеидзе, в роли Уильяма Валерий Ивченко;
- «Аноним» / Anonymous (2011; Великобритания, Германия, США), режиссёр Роланд Эммерих, в роли Уильяма Дэвид Тьюлис;
- «Царство» / Reign (2013—2017; США), в роли Уильяма Том Эверетт Скотт.
- «Мария — королева Шотландии» / Mary Queen of Scots (2018, Великобритания), режиссёр Джози Рурк, в роли Сесила Гай Пирс